# Paola Carosella
Paola Florencia Carosella (Buenos Aires, 30 de outubro de 1972) é uma cozinheira, empresária, escritora argentina de ascendência italiana, naturalizada brasileira. É dona do restaurante Arturito e do café La Guapa. Ficou conhecida ao ser a jurada da versão brasileira do talent show culinário MasterChef, transmitido pela Band, participando até 2020. Foi eleita a melhor chef de 2014, pelo guia da Folha de S.Paulo.
Em 2017, recebeu o prêmio Jabuti pelo seu livro Todas as Sextas. Também é reconhecida pelo seu projeto social Cozinha & Voz, que capacita para o mercado de trabalho pessoas que são excluídas do ramo. Devido ao projeto, foi a primeira a ganhar o prêmio "Comer & Beber" na categoria causa social, da revista Veja, em 2019. Em 2020 entrou na lista da Forbes como uma das mulheres mais poderosas do Brasil, e na VIP como uma das mais sexies do mundo.

## Biografia e carreira

### Início da vida
Nasci na Argentina em 1972, numa família de imigrantes italianos, onde as mulheres ainda plantavam, colhiam e cozinhavam intensamente. Cresci na horta, no pomar,  rodeada de galinhas e coelhos. Meu avô Lino era um grande pescador e caçador, em casa tínhamos sempre rãs, caracóis, peixes de rio e de mar, lebres, porcos selvagens, javalis, pombos, codornas; todo tipo de bicho que ia parar na panela após horas de limpeza: tirávamos as penas, a lama, milhões de espinhos, abríamos as conchas, separávamos  os músculos dos ossos e peles. A cozinha sempre foi e continua sendo o meu lugar preferido da casa, do mundo inteiro.— Paola Carosella
Paola nasceu na Argentina e é filha de imigrantes italianos. Foi criada em Morón [cidade a 17 km de Buenos Aires], em um bairro pobre perto de seus avós paternos. Mudou-se do local após a separação dos pais quando ela tinha três anos. Os relacionamento dos pais era conturbado. Seu pai, Roberto Carosella, trabalhava como fotógrafo de corrida de carros, era maníaco-depressivo, suicidou-se em 2000, aos 56 anos. Em entrevista à Marie Claire, Paola Carosella declarou: "Como ainda não existia divórcio legal na Argentina, meu avô deu uma grana para ela [minha mãe] comprar um apartamento em Buenos Aires para viver comigo. Só revi meu pai três anos depois, quando já estava internado em um hospital psiquiátrico. (...) Para o meu avô, um imigrante italiano bruto e pró-Mussolini, ter um filho com problemas mentais era uma vergonha. Minha mãe se magoava por não receber apoio dos sogros, que tinham condições financeiras para ajudar. Ela tentava cuidar do marido, dar tratamento adequado, mas, ao mesmo tempo, tinha que cuidar de mim." Sua mãe era a advogada Irma Polverari. Paola, revelou que a relação com sua mãe era difícil, pois ela era super exigente e controladora. Em sua infância, Paola presenciou três tentativas de suicídio da sua mãe, tendo que socorrê-la. Irma Polverari morreu aos 47 anos, encontrada afogada na piscina de casa.

### Carreira
Introduzida à cozinha pelos avós, que plantavam e colhiam os alimentos a serem preparados, após terminar o correspondente ao ensino médio no país, começou a trabalhar em restaurantes de Buenos Aires. Em Buenos Aires, trabalhou com os cozinheiros Paul Azema e Francis Mallmann. Em Paris, trabalhou no Le Grand Vefour, Le Celadon e Le Bristol. Nos Estados Unidos, trabalhou na Califórnia, no Zuni Café. Também trabalhou em Los Negros (Uruguai), no 1884 em (Mendoza, Argentina), no Patagonia Sur (Buenos Aires), no Patagonia West (Nova Iorque), entre outros locais. Em 2001 foi convidada a se mudar para São Paulo para abrir e dirigir a cozinha do Figueira Rubaiyat ao lado Francis Mallmann e Belarmino Fernandes Iglesias.
Em 2003, inaugura o Julia Cocina, em homenagem a escritora Julia Child. Em 2008, lança o Arturito, um restaurante destinado a cozinha simples. Em 2014, abre junto com o sócio Benny Goldenberg o La Guapa Empanadas Artesanais e Café, um café com empanadas e doces latinos artesanais. Ainda em 2014, Paola Carosella começou a trabalhar no MasterChef como jurada ao lado do brasileiro Henrique Fogaça, do francês Érick Jacquin, juntamente com a jornalista e apresentadora Ana Paula Padrão.
Em 7 de novembro de 2016, lançou seu primeiro livro que é um misto de autobiografia e uma coletânea de receitas, chamado Todas as Sextas. Em uma palestra para a Endeavor Brasil em 2017, Paola Carosella revelou que teve problemas financeiros devido a um problema envolvendo um de seus sócios, o que fez um de seus restaurantes quase ir à falência, o que a fez repensar o modelo de negócio.  Em 2019, o "Lado C", um projeto para seu próprio programa de TV, foi engavetado pela Band. Em maio 2020, estreia apesentando sua série de culinária no YouTube, o "Nossa Cozinha".
Em dezembro de 2020, tornou-se uma das embaixadoras da pesquisa da @NutriNetbrasil realizada pela Nupens (Núcleo de Pesquisas Epidemiológicas em Nutrição e Saúde) da USP (Universidade de São Paulo).
Em 13 de janeiro de 2021, anunciou sua saída do Masterhef Brasil para focar em projetos particulares, e contratou a Play 9 para produção de seus vídeos, que também irá reformular seu canal no YouTube. Falando sobre sua saída do Masterchef ao Uol, Paola Carosella declarou: "Não tenho nenhum barraco para contar (...) Sabe quando você dá tudo que tem? Não queria ficar no piloto automático." Ainda ao UOL, a chefe negou que saiu do programa devido a Henrique Fogaça e negou também que recebeu convite do GNT.

## Imagem pública

### Filantropia
Em 2015, Paola Carosella se voluntariou para cozinhar na Escola Estadual Fernão Dias, em Pinheiros, na zona oeste de São Paulo, que encontrava-se ocupada por alunos em protesto a uma proposta de reorganização do governo do Estado.
Paola Carosella coordena e apoia o projeto humanitário Cozinha & Voz, feito em parceiro com o Ministério Público do Trabalho (MPT) e a Organização Internacional do Trabalho (OIT). O Cozinha & Voz capacita pessoas na área da gastronomia que são constantemente excluídas do mercado de trabalho. Por esta ação, a chefe ganhou um prêmio da edição Comer & Beber, da revista Veja São Paulo. Posteriormente, foram criadas mais edições do projeto pelo Brasil.
Em junho de 2019, cozinhou com uma refugiada síria no Tasty Demais, canal online do site BuzzFeed.A ideia foi promovida pela Agência da ONU (Organização das Nações Unidas) para Refugiados (ACNUR) para comemorar o Dia Mundial do Refugiado, em 20 de junho. Em outubro de 2019, Paola Carosella disponibilizou seus livros para doação no projeto "Tinder dos Livros". Ainda em outubro, participou do projeto Amigoh, do Hospital Israelita Albert Einstein.
Em março de 2020, Paola Carosella se uniu ao restaurante Mocotó, comandado pelo chef Rodrigo Oliveira, o hotel Fasano, o chef Luca Gozzani e produtores de comidas independentes para ajudar a produzir e distribuir gratuitamente marmitas na Vila Medeiros, em São Paulo, devido a Pandemia de COVID-19. Em maio de 2020 anunciou uma parceria com a ONG Por Um Sorriso, de Felipe Rossi, e a criação de um novo projeto com a Organização Internacional do Trabalho (OIT) e do Ministério Público do Trabalho (MPT) para distribuir mil marmitas por dia.
Em junho de 2020, disponibilizou o controle de sua conta no Twitter para a ativista e pesquisadora Winnie Bueno, que conversou com os seguidores sobre raça e gênero.
Em novembro de 2021, Paola Carosella participou da preparação do jantar beneficente para a manutenção da Casa do Povo, em São Paulo, e divulgar o trabalho agricultores locais de Parelheiros e do FUA (Fundo Agroecológico).

### Posicionamentos
Para as eleições do Brasil de 2016, gravou vídeos para o Greenpeace Brasil para alertar a população sobre o uso de agrotóxicos nos alimentos e na merenda escolar. Em junho de 2017, interrompeu o próprio roteiro na palestra da Endeavor Brasil para falar sobre racismo, e disse que no seu restaurante tinham clientes que pediam para não serem atendidos pelos funcionários negros.
Em outubro de 2017, criticou em rede social a "farinata Dória" (que recebeu o apelido de "ração de pobre"), um projeto de lei de João Dória que iria transformar restos de alimento da feira em "granulado nutritivo" para as "populações que vivem em situação de insegurança alimentar”.
Em maio de 2018, Paola Carosella foi à Câmara dos Deputados para se posicionar contra a Lei nº 34/2015, que retira o símbolos que avisam quais alimentos são transgênicos.
Ainda em outubro de 2018, foi a câmara contra o "Pacote do Veneno", que iria permitir mais agrotóxicos na agricultura.
Em setembro de 2019, repercutiu na imprensa do Brasil uma crítica de Paola Carosella direcionada a alimentos ultra processados, após uma rede de fast-food lançar em São Paulo um hambúrguer com "carne vegetariana".
Em junho de 2020, após a prisão de Fabrício Queiroz, Paola Carosella, ao lado da chefe de Rita Lobo, sugeriram receitas com laranjas, uma crítica discreta ao esquema de corrupção política no Caso Queiroz.
Ao retornar para o MasterChef 2020, disse que seria desrespeitoso usar figurinos glamourosos na época que foi lançada a temporada do programa (em meio a crise gerada pela pandemia de COVID-19). Devido a isso, optou por usar roupas do brechó, além de repetir o vestuário.
Em julho de 2020, repercutiram suas críticas a alimentos feitos por impressoras 3D, que serão vendidos no mercado pela rede de fast food Kentucky Fried Chicken (KFC)
Ao ser questionada por um usuário no Twitter se a criação de alimentos em máquinas 3D reduziria o sacrifício animal, Paola Carosella respondeu: "Me responde por favor: é feito de alimento ou de commodities? É feito por pessoas e suas famílias ou máquinas? Se é feito de commodities como você acha que foi produzido? Com agroecologia ou monocultura fertilizada? Esse tipo de agricultura planta água? Você sabia que a água se planta? (...) E se no lugar de plantar soja e milho para fazer carne de mentira plantássemos plantas? Existem mais de 30 mil variedades de vegetais comestíveis catalogados. [Por que não fazer isso] de forma agroecológica e respeitando nossa cultura alimentar e a terra? (...) já tentou agroecologia ? comida de verdade ? feita por pessoas ? agricultura local ? comida que respeita a cultura ? comida que respeita biomas ? que respeita pessoas ? que não produz miséria ? aquela saudável, que não nos deixa obesos, hipertensos..."
Internautas criticaram a chefe por ter usado o termo "obeso", e não "doentes". Devido a isso, Paola Carosella se desculpou. Mas, de fato obesidade é considerada uma doença. Apresentando outra solução para o problema, Paola Carosella sugeriu a agricultura local: "Compre de pequenos produtores. É meio clichê, mas é um básico. Procure por feiras de produtores no seu bairro, tem vários sites que mapeiam eles, mas o mais importante, a verdadeira transformação está nas urnas. Empresas nasceram para lucrar, governos devem regular".
Em maio de 2022 declarou num programa de entrevistas  que os eleitores de Bolsonaro eram "Burros e Escrotos", o que gerou uma grande repercussão nas Redes Sociais. Seu restaurante foi boicotado por bolsonaristas. A avaliação de seu restaurante caiu no Google para 1.6 e o assunto foi um dos mais comentados do Twitter, porém no dia 24 ela se viu com o estabelecimento lotado, com clientes tendo que esperar até 40 minutos para conseguir uma mesa.

## Vida pessoal
Em outubro de 2019, anunciou que havia entrado com a documentação para tornar-se cidadã brasileira. Durante entrevista ao programa Lady Night, de Tatá Werneck, em 2021, confirmou a conclusão de seu processo de naturalização.
O que me incomoda um pouco é o radicalismo de hoje. Você não pode criticar algo e vira imediatamente outra coisa. Não há autocrítica, diálogo, não podemos fazer observação crítica. É obrigação nossa controlar quem colocamos no governo. (…) É muito arriscado para uma argentina falar pelo Brasil, mas moro aqui há 20 anos. Sou mãe de uma brasileira. Posso opinar sobre o que está acontecendo no Brasil porque faço parte.— Carosella ao jornal Zero Hora sobre os brasileiros que a criticam por emitir opiniões sobre a política nacional
Quando chegou ao Brasil para trabalhar, em 2001, inicialmente falava portunhol, depois aprendeu a falar português com sotaque da Bahia, após um período, aprendeu a falar sem o sotaque regional.
Sua filha, Francesca Carosella, nasceu de parto cesariana, em São Paulo, em 2011. Paola revelou em entrevistas que passou doze horas tentando parto normal, sem êxito, e que a anestesia da cesariana não pegou direito, o que a fez sentir muita dor, e por isso ficou entubada por seis horas após o nascimento da filha, correndo risco de vida. Ela também contou que sempre quis ter um filho só. Sua filha é fruto de um relacionamento com um arquiteto argentino, cujo relacionamento durou cerca de 2 anos.
Em maio de 2020, Paola Carosella revelou na live da "Caixa Misteriosa, o Desafio dos Chefs que "sofreu um acidente doméstico que causou o rompimento dos ligamentos do pé direito. Devido ao acidente, a chefe aparece na temporada do MasterChef 2020 usando mais tênis.
Em dezembro de 2020, Paola Carosella disse que levou quarenta anos para gostar do próprio corpo.
De 2013 a 2021 esteve em um relacionamento com o diretor Jason Lowe.

## Filmografia

### Televisão
| Ano           | Título                             | Papel            | Notas                               | Ref.   |
| ------------- | ---------------------------------- | ---------------- | ----------------------------------- | ------ |
| 2014–2020     | MasterChef Brasil                  | Jurada           |                                     |        |
| 2015          | MasterChef Júnior                  | Jurada           |                                     |        |
| 2016–2018     | MasterChef Profissionais           | Jurada           |                                     |        |
| 2021          | Sandy + Chef                       | Co-apresentadora | Episódio: "Sandy + Paola Carosella" |        |
| 2023          | Minha Mãe Cozinha Melhor que a Sua | Jurada           |                                     | [ 58 ] |
| 2023-presente | Alma de Cozinheira                 | Apresentadora    |                                     | [ 59 ] |

### Internet
| Ano             | Título                            | Plataforma |
| --------------- | --------------------------------- | ---------- |
| 2020 - Presente | Paola Carosella - "Nossa Cozinha" | YouTube    |

## Restaurantes
| Ano             | Nome                | Local     | Função             |
| --------------- | ------------------- | --------- | ------------------ |
| 2013 - 2017     | A Figueira Rubaiyat | São Paulo | Diretora Executiva |
| 2003 - 2005     | Julia Cocina        | São Paulo | Chef Proprietária  |
| 2008 - Presente | Arturito            | São Paulo | Chef Proprietária  |
| 2014 - Presente | La Guapa            | São Paulo | Chef Proprietária  |

## Livros
| Ano  | Título          | Gênero Textual   | Editora               |
| ---- | --------------- | ---------------- | --------------------- |
| 2016 | Todas as Sextas | Livro de Cozinha | Editora Melhoramentos |

## Prêmios e indicações
| Ano  | Cerimônia                     | Categoria                                | Resultado |
| ---- | ----------------------------- | ---------------------------------------- | --------- |
| 2005 | Revista Gula                  | Chef Revelação                           | Indicado  |
| 2009 | Revista Veja                  | Melhor Restaurante Variado               | Indicado  |
| 2010 | Revista Veja                  | Chefe do Ano                             | Indicado  |
| 2010 | Revista Veja                  | Melhor Restaurante Variado               | Indicado  |
| 2014 | Guia da Folhagens             | Melhor Chef do Ano                       | Indicado  |
| 2017 | Veja São Paulo: Comer & Beber | Melhor Salgado                           | Indicado  |
| 2017 | Prêmio Jabuti de Literatura   | Todas as Sextas                          | Indicado  |
| 2018 | Veja São Paulo: Comer & Beber | Melhor Salgado                           | Indicado  |
| 2018 | Veja São Paulo: Comer & Beber | Melhor Restaurante Variado               | Indicado  |
| 2019 | Veja São Paulo: Comer & Beber | Melhor Restaurante Variado               | Indicado  |
| 2019 | Veja São Paulo: Comer & Beber | Causa Social                             | Venceu    |
| 2022 | Prêmio Ecoa                   | Vozes que Ecoam                          | Pendente  |
| 2022 | Prêmio iBest                  | Culinária e Gastronomia                  | Venceu    |
| 2023 | Prêmio iBest                  | Influenciador de Culinária e Gastronomia | Venceu    |